# Dannewerk
Dannewerk (duń. Dannevirke) – miejscowość i gmina w Niemczech w kraju związkowym Szlezwik-Holsztyn, w powiecie Schleswig-Flensburg, wchodzi w skład urzędu Haddeby.